# ناعومي بلومنتال
ناعومي بلومنتال (بالعبرية: נעמי בלומנטל‏) هي سياسية وممثلة إسرائيلية، ولدت في 22 نوفمبر 1943 ببيتسرون في إسرائيل.

## وصلات خارجية
- ناعومي بلومنتال على موقع IMDb (الإنجليزية)